# The Divide
The Divide is een Amerikaanse sciencefictionfilm uit 2011.

## Verhaallijn
Wanneer een cataclysmische explosie New York treft moeten acht vreemden met elkaar schuilen in een kelderruimte van een appartementencomplex. Wanneer opeens een groep mannen de kelderruimte bestormt en het vuur opent zijn de vreemden op elkaar aangewezen om uit te zoeken wat deze mannen willen. De voorheen 'veilige haven' is nu opeens een claustrofobische 'rattenval'.

## Rolverdeling
| Acteur            | Personage |
| ----------------- | --------- |
| Milo Ventimiglia  | Josh      |
| Michael Biehn     | Mickey    |
| Ashton Holmes     | Adrien    |
| Peter Stormare    |           |
| Rosanna Arquette  | Marilyn   |
| Lauren German     | Eva       |
| Courtney B. Vance | Delvin    |
| Michael Eklund    | Bobby     |